# 다카하시 히데노리 (축구 선수)
다카하시 히데노리(일본어: 高橋 秀典, 1998년 7월 18일~)는 일본의 축구 선수이다.

## 구단 경력
그는 2021년 J2리그의 레노파 야마구치 FC에 입단했다. 2024년까지 43경기에 출전. 2025년 J3리그의 도치기 SC로 이적했다.